# 短嘴金丝燕
短嘴金丝燕（学名：Aerodramus brevirostris），雨燕科金丝燕属的一种。是一種小型雨燕。牠是喜馬拉雅山脈和東南亞地區的常見群居繁殖鳥類。某些族群會進行遷徙。
這種金絲燕過去被歸類於侏金絲燕屬（Collocalia）。其五個亞種中的兩個經常被認為是獨立的物種，分別是印度支那金絲燕，Aerodramus rogersi，以及分布於爪哇的火山金絲燕，Aerodramus vulcanorum。

## 描述

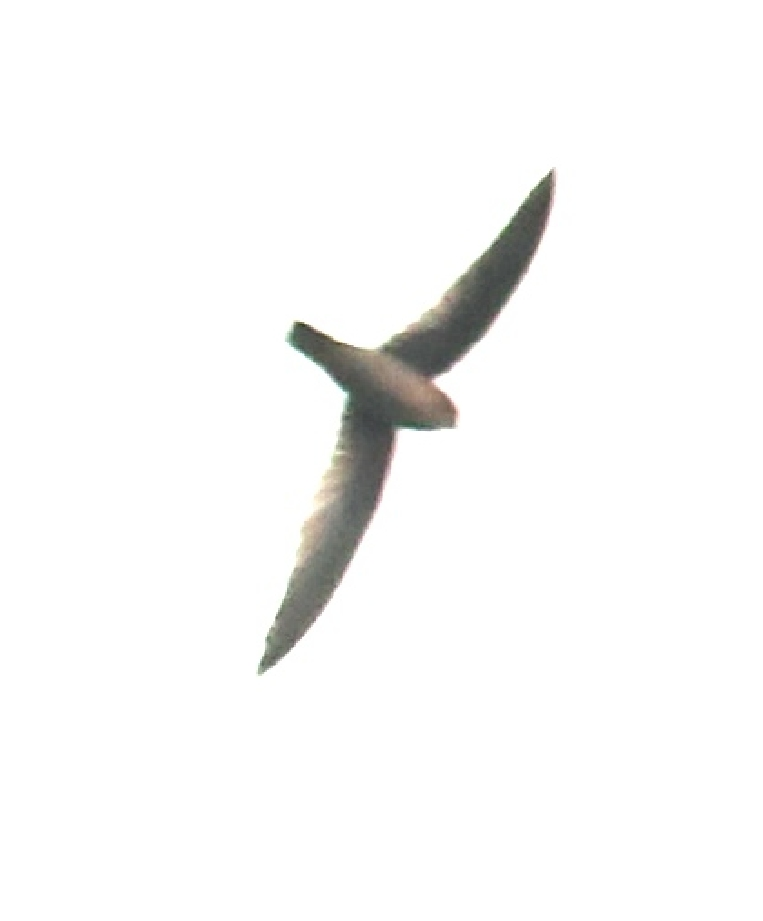
Himalayan Swiftlet - Thailand

這種金絲燕長度為13–14公分，翅膀呈向後彎曲的形狀，類似於新月或迴旋鏢。牠的身體細長，尾巴分叉。牠在許多方面都具備雨燕的典型特徵，擁有狹窄的翅膀以便快速飛行，寬大的嘴巴和小巧的喙周圍有鬚毛，適合在飛行中捕捉昆蟲。牠的雙腿非常短，無法讓牠停棲，但能夠抓住垂直的表面。
牠的上半部主要為灰褐色，下半部為較淡的褐色。牠有一條淡灰色的腰部和喙後上方的淡色斑塊。雌雄鳥的外觀相似，但幼鳥的腰部顏色較不明顯。
有五個亞種，主要區別在於腰部顏色的不同：
- A. b.  brevirostris 在喜馬拉雅山脈東部至孟加拉、緬甸和泰國繁殖。這是指名亞種，是高海拔的遷徙鳥類，在海拔4500公尺以上繁殖，但在海拔900至2750公尺之間越冬。
- A. b.  innominata 在中國中部繁殖，冬季在泰國西南部和馬來半島過冬。腰部顏色比指名亞種brevirostris稍深。
- A. b. inopina 在中國西南部繁殖。這是腰部顏色最深的亞種。
- A. b.  rogersi，即印度支那金絲燕，在緬甸東部、泰國西部和老撾繁殖。這是個體較小、腰部顏色較淺的亞種。
- A. b. vulcanorum，即火山金絲燕，在印尼的爪哇島的火山上繁殖。牠有深色的下半部和不明顯的淡灰色腰部。

在牠的分布範圍內，大部分地區這是唯一的雨燕，但在其繁殖區的南部和冬季分布區的大部分地區，這種金絲燕很難與其他Collocalia金絲燕區分開來。

## 聲音和回聲定位
短嘴金絲燕的棲息叫聲為啾啾叫chit-chitteeree-teeree-teeree。
區別許多（但不是全部）金絲燕和其他雨燕以及幾乎所有其他鳥類（油鳥是個例外）的特徵是牠們能夠使用一種簡單但有效的回聲定位方式來穿越黑暗的洞穴，在那裡牠們夜間棲息和繁殖。至少已知vulcanorum會使用回聲定位。
與蝙蝠不同的是，金絲燕會發出在人類聽覺範圍內的喀嗒聲來進行回聲定位。兩個寬帶脈衝之間有一個短暫的停頓。當光線變暗時，停頓的時間會縮短。當鳥類接近巢穴時，這些喀嗒聲會伴隨著啾啾叫聲。
回聲定位曾被用來將原先的金絲燕屬（Aerodramus）從侏金絲燕屬（Collocalia）中分出，因為當時認為只有這些金絲燕會使用回聲定位。然而，隨著發現侏儒金絲燕（Collocalia troglodytes）也會使用回聲定位，一些分類學家將這兩個屬合併。

## 行為
這種金絲燕是高地物種，偏好在森林中的開闊區域覓食，如河谷。A. b.  brevirostris在尼泊爾海拔4500公尺以及不丹中部2200公尺的地區繁殖，而A. b.  rogersi和A. b.  inniminata則在泰國海拔2200公尺的地區出現。
雄性金絲燕會用濃稠的唾液和一些苔蘚築巢，巢固定在洞穴的垂直岩壁上。這種群居金絲燕的巢可能彼此相接。每窩會產兩顆白色的蛋。這種金絲燕是單配偶制，兩個伴侶都會參與照顧巢中的幼鳥。
像所有雨燕一樣，短嘴金絲燕是飛行中的食蟲者，白天離開洞穴覓食，晚上返回棲地。在傍晚或天氣惡劣時，鳥群可能從山上下降到耕地上空覓食。這種群居鳥類通常會形成大約50隻的鳥群，但曾記錄到多達300隻的鳥群。牠們的飛行主要是滑翔，這得益於非常長的初級飛羽和較小的胸肌。

## 狀態
這種金絲燕在其分布範圍內普遍且廣泛分布，但如果火山金絲燕被視為獨立物種，那麼它的狀態接近瀕危。牠只出現在爪哇的活火山上，有四個確定的棲地和五個可能但未確認的棲地。國際鳥盟估計已知地點的總數少於400隻。由於這種金絲燕在火山口裂縫中築巢，且所有已知地點都是活火山，因此推測這些群落易受週期性滅絕的影響。

## 地理分布
此鸟分布于东南亚多国，包括中国、泰国、越南等。